# فااف‌و-فوکر فاآکا ۱۹۱ ب
فااف‌و-فوکر فاآکا ۱۹۱ ب (به آلمانی: VFW-Fokker VAK 191 B) یک جنگنده تهاجمی آزمایشی عمودپرواز ساخت آلمان در اوایل دهه ۱۹۷۰ بود. نام فاآکا مخفف Vertikalstartendea Aufklärungs-und Kampfflugzeug (هواپیمای شناسایی و ضربتی عمودپرواز) است. این جنگنده توسط فراینیگته فلوک‌تکنیشه ورکه (فااف‌و) طراحی و ساخته شد. هدف از توسعه این جنگنده جایگزینی کامل برای فیات جی. ۹۱ ایتالیایی و سپس در خدمت نیروی هوایی آلمان بود. در نظر گرفته شده بود که سلاح‌های هسته‌ای فااف‌و به عنوان بازدارنده در برابر تجاوزات شوروی مسلح شود و در صورت وقوع یک جنگ بزرگ، با استقرار در مکان‌های پراکنده به جای فرودگاه‌های معمولی، از موج اول حملات جان سالم به در ببرد.
فاآکا ۱۹۱ ب از چرخه توسعه طولانی مدت ده ساله رنج می‌برد، که بخشی از آن به دلیل تغییر الزامی در شراکت و مشکلات ذاتی در توسعه هواپیماهای دارای قابلیت عمودپرواز بود. در نهایت، در اواخر دهه ۱۹۶۰، فااف تصمیم گرفت تا برنامه توسعه را از نوع اصلی تولید خود کاهش دهد و در عوض فقط تعداد محدودی نمونه اولیه را آزمایش کند، فااف‌و-فوکر فاآکا ۱۹۱ ب به عنوان نمایشگر فناوری و هواپیمای آزمایشی برای پشتیبانی از شرکت استفاده کرد. اولین پرواز نمونه اولیه این جنگنده در ۱۰ سپتامبر ۱۹۷۱ انجام شد. در مجموع ۹۱ پرواز قبل از بازنشستگی هر سه نمونه اولیه در سال ۱۹۷۵ انجام شد.

## طراحی و توسعه

### زمینه
در طول دهه ۱۹۵۰، پیشرفت‌های سریعی در زمینه پیشرانه جت و افزایش رانش صورت گرفت، و این سرعت عمل در توسعه به قابلیت فنی جنگنده عمودپرواز را بالا برد. در طول دهه ۱۹۵۰ و ۱۹۶۰، برنامه‌های متعددی در بریتانیا، فرانسه و ایالات متحده آمریکا آغاز شد. به همین ترتیب، شرکت‌های هوانوردی در آلمان غربی مایل نبودند که این فناوری نوظهور را کنار بگذارند. اندکی پس از سال ۱۹۵۷، سالی که در آن پس از جنگ جهانی دوم ممنوعیت توسعه هواپیماهای جنگی آلمان غربی لغو شد، شرکت‌های هوانوردی دورنیه، هاینکل و مسرشمیت آلمانی نیز اجازه یافتند تا فعالیت‌های خود را در همان سال از سر بگیرند. پس از رفع ممنوعیت‌ها یک درخواست رسمی از دولت فدرال آلمان دریافتند که آنها را ترغیب می‌کرد تحقیقاتی در مورد هواپیماهای عمودپرواز انجام دهند و طرح‌های مفهومی تولید کنند.
به این ترتیب، چندین شرکت تحقیقات بر روی طرح‌های مفهومی هواپیماهای رهگیر با قابلیت عمودپرواز خود را آغاز کردند. برای اینکه این طرح‌ها از نظر عملیاتی مرتبط و قابل اجرا باشند، پیشنهاد داده شد که لازم است عملکرد پرواز با رهگیرهای معمولی آن دوران، مانند جنگنده لاکهید اف-۱۰۴ استارفایتر باشد. با گذشت زمان، دو الزام مجزا و متمایز پدیدار شد، یکی خواستار جانشینی با قابلیت عمودپرواز برای رهگیر اف-۱۰۴جی بود و دیگری به دنبال جانشین عمودپرواز برای جنگنده تهاجمی زمینی فیات جی. ۹۱ ایتالیایی بود. به گفته نشریه هوافضای فلایت اینترنشنال، این فراخوان برای جایگزینی فیات جی. ۹۱ که تحت الزامات اساسی نظامی ناتو۳ قرار داشت، یک محرک بسیار مهم بود و تأثیر زیادی بر توسعه وی‌ای‌کی ۱۹۱بی داشت.
همراه با این الزامات ارائه شده، وزارت دفاع فدرال آلمان از ادغام شرکت‌های رقیب دفاع کرد. عمداً از صدور قرارداد توسعه خودداری کرد تا شرکت‌ها را برای انجام چنین فعالیت‌هایی تشویق کند. به این ترتیب، در سپتامبر ۱۹۶۱، یک شرکت هواپیماسازی آلمانی جدید معروف به ورینیگته فلوگتچنیسچه ورکه (فااف‌و)، به عنوان سرمایه‌گذار مشترک بین فوکه-وولف و Weser Flugzeugbau، برای توسعه جنگنده تهاجمی عمودپرواز خود تشکیل شد. در ابتدا، سازنده جنگنده ایتالیایی فیات در شرکت وی‌اف‌دبلیو سرمایه‌گذاری کرده بود، اما با این حال، ایتالیا بعداً تصمیم گرفت از قرارداد توسعه مشترک با آلمان در سال ۱۹۶۷ خارج شود. علیرغم این تصمیم، فیات به عنوان یک پیمانکار فرعی برای این سرمایه‌گذاری باقی ماند و مسئولیت تولید عناصر ساختاری مختلف مانند بال‌ها، دم و برخی از بدنه جنگنده‌را بر عهده داشت.

### مفهوم و تعریف
فاآکا ۱۹۱ ب از نظر مفهومی شبیه به جت عمودپرواز بریتانیایی هریر بود. فاآکا ۱۹۱ ب درحالیکه بال‌های نسبتاً کوچکی داشت، سلاح‌های زیادی بر زیر بال‌های آن نصب شده بود. در مقابل، هریر دارای نسبت رانش به وزن بسیار بالاتری بود، و این ویژگی باعث شده‌بود در داگ‌فایت‌ها عملکرد قابل قبولی داشته باشد؛ همچنین هریر بال‌های بزرگ‌تری داشت که می‌توانست برخاست و فرود عمود با باند کوتاه را به خوبی انجام دهد.
انتخاب سیستم نیروی برآر و نیروی محرکه یک عنصر حیاتی آشکار در طراحی جنگنده بود. طبق گفته فلایت اینترنشنال، چندین گزینه در زمینه پیشرانه جهت‌دهی رانشی برای توسعه آن وجود داشت، موتورهای رولز-رویس/ام‌ای‌ان توربو آربی۱۵۳ و بریستول سیدلی بی‌اس. ۹۴ با قابلیت جهت‌دهی رانشی برای ادامه توسعه در نظر گرفته شد. در نهایت، تیم طراحی فااف‌و تصمیم گرفت موتور رولز-رویس/ام‌ای‌ان توربو آربی۱۹۳ را به کار گیرد تا هم نیروی برآر و هم پرواز را فراهم کند، که با یک جفت موتور برآر عمودی رولز رویس تقویت شد. در عمل، این آرایش به این معناست که در طول پرواز عمودی، تمام نیروی رانش برآر می‌تواند توسط موتور محرکه ایجاد شود یا به‌طور کامل توسط دو موتور بالابر یا ترکیبی از آنها تولید شود. تحلیلات مشخص کرد که پیکربندی تولید رانش، یک تقسیم ۵۰–۵۰ بین هر دو نوع موتور خواهد بود.
در اواسط سال ۱۹۶۳، نام این جنگنده انتخاب شد. بر اساس گزارش‌ها، حروف اول در این نام مخفف Vertikalstartendes Aufklärungs-und Kampfflugzeug (به فارسی: جنگنده شناسایی و عمودپرواز) بود، اعداد قرار بود نقش آن را به عنوان جانشین فیات جی. ۹۱ نشان دهند، اما پسوند نام جنگنده به ب تغییر یافت.

### پایان تولید
قبل از اولین پرواز ۱۹۱ب، این برنامه به شدت تحت تأثیر تغییرات سیاسی قرار گرفته و باعث تغییراتی در بودجه شده بود. از جمله این موارد می‌توان به بی‌ربط بودن الزامات اولیه نظامی ناتو و کاهش اهمیت مأموریت‌های نظامی اشاره کرد. به همین دلیل ایتالیا از هزینه‌های فزاینده برنامه آگاه شد و در اوت ۱۹۶۷ از مشارکت در ساخت این جنگنده خارج شد. در یک مرحله، دولت ایتالیا موافقت کرده بود که ۴۰ درصد از هزینه‌های توسعه برنامه را بپذیرد، اما خروج آنها به این معنی بود که مقدار قابل توجهی از بودجه برای این سرمایه‌گذاری از بین رفته‌است.
ظهور یک برنامه جدید آلمانی-آمریکایی به نام «تهاجمی عمودی پیشرفته» (ای‌وی‌اس) نیز نقشی در کاهش انواع این جنگنده داشت. هواپیمای احتمالی که از طریق یک سرمایه‌گذاری مشترک با آلمان از سوی آمریکایی‌ها ارائه می‌شد، تا حدودی پیشرفته بود که وی‌ای‌کی ۱۹۱بی را در چشم نیروی هوایی آلمان تضعیف کرده بود و به‌طور مؤثری حمایت از این برنامه را تضعیف می‌کرد. سرانجام در طول سال ۱۹۶۸، مقامات فااف‌و تصمیم گرفتند که فاآکا ۱۹۱ ب باید به عنوان یک برنامه آزمایشی طبقه‌بندی شود، و هواپیمای حاصل باید اصولاً به عنوان نمایشگر فناوری عمل کند. با این حال، در بحبوحه افزایش هزینه‌ها، این دسته آزمایشی مورد نظر ابتدا به شش هواپیمای تک سرنشین تبدیل شد، و پس از خروج ایتالیا تنها شامل سه هواپیمای تک سرنشین شد.
در طول آوریل ۱۹۶۹، نمونه اولیه ۱۹۱ ب در تأسیسات فااف‌و در برمن عرضه شد و بعداً در نمایشگاه هوایی هانوفر آن سال به نمایش درآمد. ۱۷ ماه بعد، یک برنامه صلاحیت پرواز را پشت سر گذاشت که در طی آن برخی مسائل کشف شد که بیشتر آن‌ها مربوط به سیستم هیدرولیک بود. در فوریه ۱۹۷۱، آزمایش‌ها با استفاده از موتور کروز برای اولین بار آغاز شد. اولین پرواز معلق انجام شده توسط فاآکا ۱۹۱ ب در ۲۰ سپتامبر ۱۹۷۱ در برمن انجام شد.
اولین انتقال از پرواز عمودی به افقی و بالعکس در ۲۶ اکتبر ۱۹۷۲ در مونیخ انجام شد. در یک مرحله، نمونه‌های اولیه برای آزمایش برخی از مفاهیمی که در آن زمان برای برنامه ام‌آرسی‌ای اروپا در نظر گرفته شده بود (که منجر به جنگنده تهاجمی پاناویا تورنادو شد) از جمله استفاده از فناوری هدایت پرواز برقی استفاده شد. به گفته فلایت اینترنشنال، فاآکا ۱۹۱ ب به دلیل سیستم کنترل پرواز مدرن و ویژگی‌های کلی آن برای این منظور مناسب بود.

## نمونه‌های باقی‌مانده
- نمونه‌ای از فاآکا ۱۹۱ ب را می‌توان در موزه آلمانی فلوگورفت شلایسهایم در اوبرشلایسهایم نزدیک مونیخ مشاهده کرد.[۱۲]
- دومین فاآکا ۱۹۱ ب باقی مانده بخشی از موزه فناوری دفاعی آلمان بوندسور در کوبلنتس، آلمان است.[۱۳]
- گزارش شده‌است که سومین نمونه از فاآکا ۱۹۱ ب در سال ۱۹۷۶، در انبار قرار گرفت.[۱۴] مکان فعلی آن در ایرباس برمن است.[نیازمند منبع]

## کاربران
آلمان
- نیروی هوایی آلمان

## ویژگی‌ها

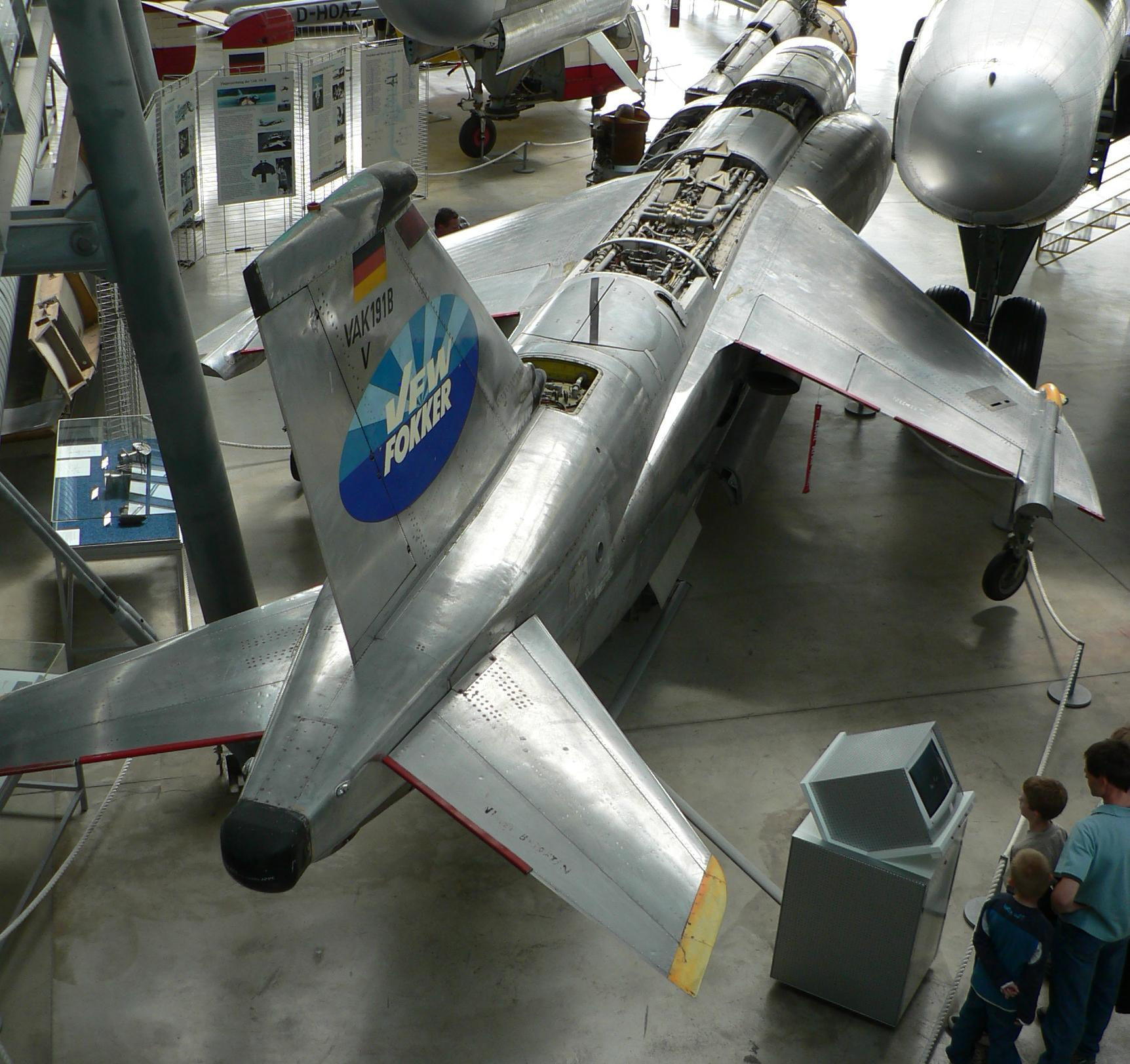
فاآکا ۱۹۱ ب از زاویه بالا

ویژگی‌های عمومی
- خدمه: ۱
- طول: ۱۶٫۴ متر (۵۳ فوت ۱۰ اینچ)
- پهنای بال: ۶٫۱۶ متر (۲۰ فوت ۳ اینچ)
- ارتفاع: ۴٫۳ متر (۱۴ فوت ۱ اینچ)
- مساحت بال‌ها: ۱۹ متر مربع (۲۰۰ فوت مربع)
- ایرفویل: root: ناکا ۶۳ای۵۰۰; tip: ناکا ۶۵ای۶۰۰[۱۵]
- وزن خالی: ۵٬۵۶۲ کیلوگرم (۱۲٬۲۶۲ پوند)
- وزن ناخالص: ۸٬۵۰۷ کیلوگرم (۱۸٬۷۵۵ پوند)
- بیشترین وزن برخاست: ۹٬۰۰۰ کیلوگرم (۱۹٬۸۴۲ پوند)
- پیشرانه: ۱ عدد توربوفن موتور رولز-رویس/ام‌ای‌ان توربو آربی۱۹۳, ۴۵٫۲ کیلونیوتن (۱۰٬۲۰۰ پوند-نیرو) thrust
- پیشرانه: ۲ عدد توربوجت رولز-رویس آربی۱۶۲, ۲۶٫۵ کیلونیوتن (۶٬۰۰۰ پوند-نیرو) thrust  در هر موتور

عملکرد
- حداکثر سرعت: ۱٬۱۰۸ کیلومتر بر ساعت (۶۸۸ مایل بر ساعت، ۵۹۸ گره)
- بُرد: ۴۰۰ کیلومتر (۲۵۰ مایل، ۲۲۰ مایل دریایی)
- حداکثر ارتفاع: ۱۵٬۰۰۰ متر (۴۹٬۰۰۰ فوت)